# جيمس ليندسي (سياسي)
جيمس ليندسي (بالإنجليزية: James Lindsay)‏ هو سياسي بريطاني، ولد في 16 ديسمبر 1906، وتوفي في 27 أغسطس 1997. حزبياً، نشط في حزب المحافظين. في الانتخابات العامة في المملكة المتحدة 1955 ‏، انتخب عضو البرلمان الحادي والأربعين للمملكة المتحدة ‏ عن دائرة ديفون الشمالية (26 مايو 1955 – 18 سبتمبر 1959).